# Hoogschans
Hoogschans (Limburgs: Hoeagsjans) is een buurtschap van Roggel in de gemeente Leudal, in de Nederlandse provincie Limburg. Tot 2007 viel de buurtschap onder de gemeente Roggel en Neer.
Hoogschans is gelegen in het buitengebied vlak ten noorden van de kern Roggel en valt qua adressering volledig onder deze woonplaats. Het wordt gevormd door circa vijftien boerderijen en woningen die verspreid liggen in het gebied ten noorden van de Heldensedijk (N562). Naast de gelijknamige straat Hoogschans valt ook de Schansdijk onder de buurtschap. Aangrenzend is het recreatiepark de Leistert gelegen.
De naam van de buurtschap is net als die van de buurtschap Schans afgeleid van de Roggelse Schans, een voormalige schans die in de 17e of 18e eeuw door de inwoners van Roggel is aangelegd tegen plunderende troepen en bendes.
Dorpen: Baexem · Buggenum · Ell · Grathem · Haelen · Haler · Heibloem · Heythuysen · Horn · Hunsel · Ittervoort · Kelpen-Oler · Neer · Neeritter · Nunhem · Roggel

Buurtschappen: Aan de Bergen · Aan het Broek · Achter het Klooster · Asbroek · Beekkant · Berik · Blenkert · Brumholt · Caluna · Castert · De Horck · Dries · Eiland · Eind · Ellerhei · Gendijk · Geneijgen · Gerhegge · Haelense Broek · Hanssum · Heiakker · Heide (Heythuysen) · Heide (Roggel) · Heioord · Heugde · Hoek · Hollander · Hoogschans · Hoogstraat · De Horck · Kappert · Karreveld · Keizerbos · Kinkhoven · Laak · Maxet · Mortel · Nijken · Op de Bos · Ophoven · Overhaelen · Roligt · Santfort (deels) · Schaapsbrug · Schans (Ell) · Schans (Roggel) · Schillersheide · Smidstraat · Strubben · Uffelse · Venne · Vestjenshoek · Vlaas · Waije

Voormalige gemeenten: Haelen · Heythuysen · Hunsel · Roggel en Neer

Limburg: Steden en dorpen      Nederland: Provincies · Gemeenten